# Аргентина на летних Олимпийских играх 1984
Аргентина принимала участие в Летних Олимпийских играх 1984 года в Лос-Анджелес (США) в шестнадцатый раз за свою историю, но не завоевала ни одной медали. Сборную страны представляли 10 женщин.

## Результаты соревнований

### Академическая гребля
В следующий раунд из каждого заезда проходили несколько лучших экипажей (в зависимости от дисциплины). В финал A выходили 6 сильнейших экипажей, ещё 6 экипажей, выбывших в полуфинале, распределяли места в малом финале B.
Мужчины
| Соревнование | Спортсмены                      | Предварительный заезд | Предварительный заезд | Предварительный заезд | Отборочный заезд | Отборочный заезд | Отборочный заезд | Полуфинал | Полуфинал | Полуфинал | Финал   | Финал   | Итоговое место |
| Соревнование | Спортсмены                      | Заезд                 | Время                 | Место                 | Заезд            | Время            | Место            | Заезд     | Время     | Место     | Время   | Место   | Итоговое место |
| ------------ | ------------------------------- | --------------------- | --------------------- | --------------------- | ---------------- | ---------------- | ---------------- | --------- | --------- | --------- | ------- | ------- | -------------- |
| одиночки     | Рикардо Ибарра                  | 3                     | 7:27,60               | 1 Q                   | Не участвовал    | Не участвовал    | Не участвовал    | 2         | 7:22,42   | 2 QA      | Финал A | Финал A | 5              |
| одиночки     | Рикардо Ибарра                  | 3                     | 7:27,60               | 1 Q                   | Не участвовал    | Не участвовал    | Не участвовал    | 2         | 7:22,42   | 2 QA      | 7:14,59 | 5       | 5              |
| двойки       | Рубен Д’Андрилли Клаудио Гиндон | 2                     | 7:00,87               | 4                     | 1                | 7:04,33          | 2 Q              | 2         | 7:08,35   | 5 QB      | Финал B | Финал B | 10             |
| двойки       | Рубен Д’Андрилли Клаудио Гиндон | 2                     | 7:00,87               | 4                     | 1                | 7:04,33          | 2 Q              | 2         | 7:08,35   | 5 QB      | 7:05,01 | 4       | 10             |